# Salzburgs kyrkoprovins

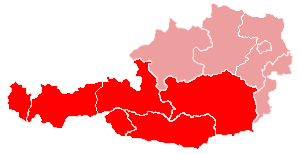
Salzburgs kyrkoprovins i klarrött.

Salzburgs kyrkoprovins är den sydligare av Romersk-katolska kyrkan i Österrikes två kyrkoprovinser. Geografiskt omfattar kyrkoprovinsen grovt räknat den södra halvan av landet och består av förbundsländerna Kärnten, Land Salzburg, Steiermark, Tyrolen och Vorarlberg.
Kyrkoprovinsen utgörs av följande stift:
- Salzburgs ärkestift
  - Feldkirchs stift
  - Graz-Seckaus stift
  - Gurks stift
  - Innsbrucks stift

Salzburgs kyrkoprovins grundades den 20 april 798 av Bonifatius och omfattade då nästan hela det bayerska hertigdömet. Bland annat ingick Freisings stift, Regensburgs stift och  Passaus stift, samtliga i nuvarande Tyskland. Under 1000-talet lades Gurks stift till kyrkoprovinsen, och på 1200-talet även Chiemsees stift, Seckaus stift och Lavants stift. Den stora medeltida Salzburgska kyrkoprovinsen tog slut i och med Napoleonkrigen. Såväl Salzburgs ärkestift och kyrkoprovinsen fick sin nuvarande storlek i början på 1800-talet. De delar som gått förlorade till Tyskland onbildades 1921 till Münchens och Freisings kyrkoprovins. 
Biskoparna i Salzburgs kyrkoprovins bildar tillsammans med biskoparna i Wiens kyrkoprovins den österrikiska biskopskonferensen.

### Fotnoter
1. ↑  ”Archdiocese of Salzburg”. Catholic-Hierarchy. http://www.catholic-hierarchy.org/diocese/dsalz.html. Läst 20 december 2014.